# Montague Summers
Augustus Montague Summers (Bristol, 10 aprile 1880 – Richmond upon Thames, 10 agosto 1948) è stato uno scrittore britannico.
Noto per le sue ricerche sul romanzo gotico, ha curato raccolte di storie e pubblicato biografie di scrittori. Oltre a scrivere libri sui vampiri e i licantropi, ha tradotto in inglese il Malleus Maleficarum.